# Thea LaFond
Pour les articles homonymes, voir LaFond.
Thea LaFond (née le 5 avril 1994 à Roseau en Dominique) est une athlète dominiquaise, spécialiste du triple saut, championne du monde en salle à Glasgow en 2024 et championne olympique à Paris en 2024 .

## Biographie
Thea LaFond remporte la médaille de bronze du triple saut lors des Jeux du Commonwealth de 2018 à Gold Coast.
Lors des qualifications du triple saut aux Jeux olympiques d'été de 2020, elle bat le record de la Dominique de la discipline avec une marque à 14,60 m. Elle ne termine cependant que dernière de la finale avec une marque à 12,57 m.

### Championne du monde indoor (2024)
Cinquième des mondiaux en plein air de Eugene en 2022 et de Budapest en 2023, quatrième des Mondiaux indoor de Belgrade en 2022, Thea Lafond devient championne du monde en salle à Glasgow le 3 mars 2024 grâce à un triple bond à 15,01 m, améliorant le record national. Elle devient ainsi la première Dominiquaise, tous sexes confondus, à être titrée en athlétisme, devant la Cubaine Leyanis Perez (14,90 m) et l'Espagnole Ana Peleteiro-Compaoré (14,75 m).
Elle est nommée porte-drapeau de la délégation de la Dominique aux Jeux olympiques d'été de 2024 à Paris en compagnie de l'athlète Dennick Luke (en).

### Championne olympique

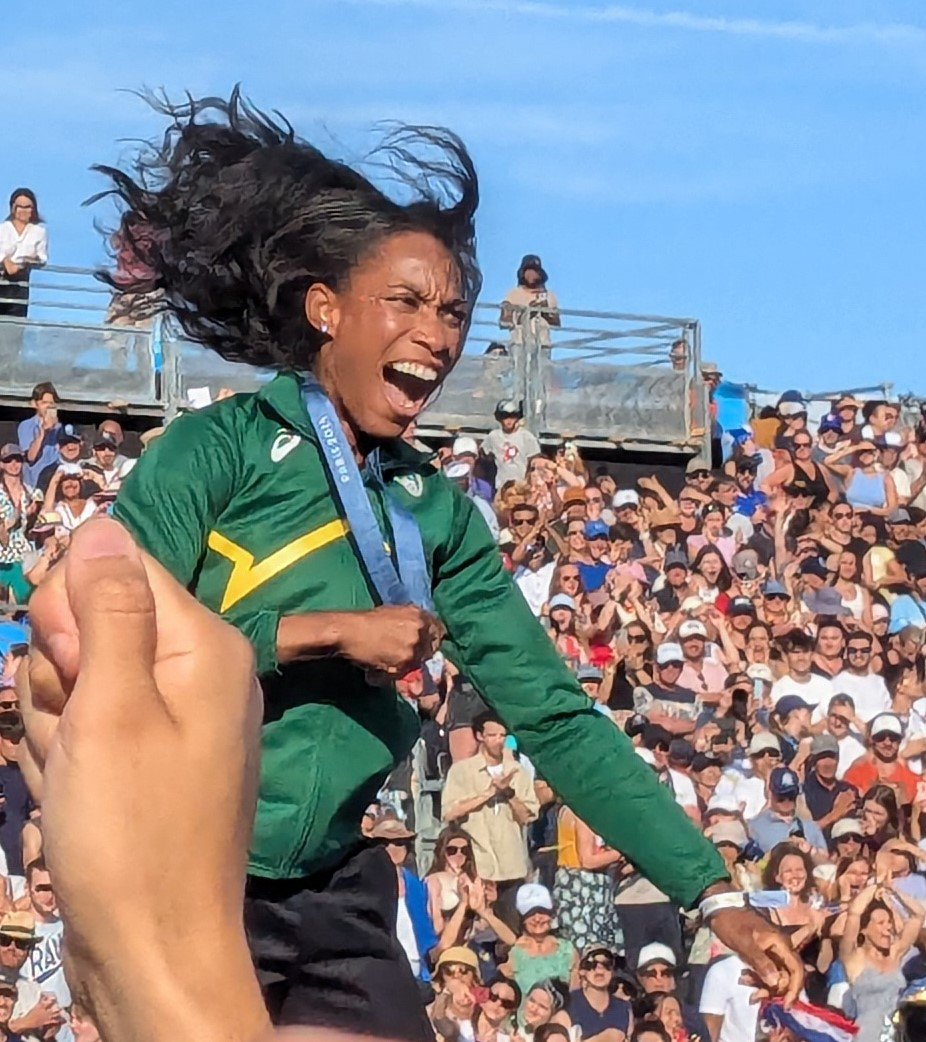
Thea LaFond célébrant sa médaille d'or olympique au parc des Champions.

Thea LaFond remporte la médaille d'or du triple saut aux Jeux olympiques d'été de 2024, grâce à un saut à 15,02 m lors de son deuxième essai. C'est la première médaille olympique de l'histoire de son pays.

## Palmarès
| Date | Compétition                              | Lieu         | Résultat | Épreuve     | Marque  |
| ---- | ---------------------------------------- | ------------ | -------- | ----------- | ------- |
| 2012 | Championnats CAC juniors                 | San Salvador | 2e       | Triple saut | 12,94 m |
| 2013 | Championnats panaméricains juniors       | Medellín     | 3e       | Hauteur     | 1,76 m  |
| 2013 | Championnats panaméricains juniors       | Medellín     | 7e       | Triple saut | 12,57 m |
| 2014 | Jeux du Commonwealth                     | Gold Coast   | 11e      | Triple saut | 12,64 m |
| 2015 | Jeux panaméricains                       | Toronto      | 13e      | Hauteur     | 1,80 m  |
| 2015 | Jeux panaméricains                       | Toronto      | 12e      | Triple saut | 13,35 m |
| 2015 | Championnats NACAC                       | San José     | 6e       | Hauteur     | 1,76 m  |
| 2015 | Championnats NACAC                       | San José     | 6e       | Triple saut | 13,60 m |
| 2018 | Championnats du monde en salle           | Birmingham   | 17e      | Triple saut | 13,68 m |
| 2018 | Jeux du Commonwealth                     | Gold Coast   | 3e       | Triple saut | 13,92 m |
| 2018 | Jeux d'Amérique centrale et des Caraïbes | Barranquilla | 11e      | Triple saut | 13,02 m |
| 2018 | Championnats NACAC                       | Toronto      | 3e       | Triple saut | 13,74 m |
| 2019 | Jeux panaméricains                       | Lima         | 8e       | Triple saut | 13,70 m |
| 2021 | Jeux olympiques                          | Tokyo        | 12e      | Triple saut | 12,57 m |
| 2022 | Championnats du monde en salle           | Belgrade     | 4e       | Triple saut | 14,53 m |
| 2022 | Championnats du monde                    | Eugene       | 5e       | Triple saut | 14,56 m |
| 2022 | Jeux du Commonwealth                     | Birmingham   | 2e       | Triple saut | 14,39 m |
| 2022 | Championnats NACAC                       | Freeport     | 1re      | Triple saut | 14,49 m |
| 2023 | Jeux d'Amérique centrale et des Caraïbes | San Salvador | 4e       | Triple saut | 14,42 m |
| 2023 | Championnats du monde                    | Budapest     | 5e       | Triple saut | 14,90 m |
| 2023 | Jeux panaméricains                       | Santiago     | 3e       | Triple saut | 14,25 m |
| 2024 | Championnats du monde en salle           | Glasgow      | 1re      | Triple saut | 15,01 m |
| 2024 | Jeux olympiques                          | Paris        | 1re      | Triple saut | 15,02 m |

## Records
| Épreuve     | Épreuve   | Marque       | Lieu    | Date        |
| ----------- | --------- | ------------ | ------- | ----------- |
| Triple saut | Plein air | 15,02 m (NR) | Paris   | 3 août 2024 |
| Triple saut | En salle  | 15,01 m (NR) | Glasgow | 3 mars 2024 |